# Naujamiestis
Naujamiestis is een plaats in het Litouwse district Panevėžys. De plaats telt 832 inwoners (2001).